# Xbox Game Pass
Xbox Game Pass es un servicio de suscripción mensual desarrollado por Microsoft para usar con las consolas de videojuegos Xbox One y Xbox Series X|S, con ordenadores con Windows 10 y Windows 11, Android, iOS, iPadOS, navegadores web y  televisiones inteligentes. Descrito como el "Netflix de los videojuegos", el Xbox Game Pass permite a los usuarios acceder a un catálogo de juegos de diversas editoriales, dando la oportunidad de renovar el servicio por un pago mensual o uno anual, una vez este finalice . El servicio se lanzó el 1 de junio de 2017, mientras que los suscriptores de Xbox Live Gold recibieron acceso prioritario el 24 de mayo.

## Historia
El 28 de febrero de 2017, Microsoft anunció el debut del Xbox Game Pass y puso un catálogo limitado de juegos a disposición de miembros selectos de su comunidad Xbox Insider para su evaluación y comentarios. Más tarde, en el segundo trimestre de 2017, el servicio se abrió a los jugadores que se suscribieron a Xbox Live Gold, y luego a la población general de usuarios. No se requiere una suscripción a Xbox Live Gold para el Xbox Game Pass, pero sí para cualquier contenido multijugador en línea que los juegos del catálogo puedan contener. 
Como parte de la conferencia de prensa de Microsoft en el E3 2017, anunció que algunos títulos de Xbox estarían disponibles a través de una nueva función de compatibilidad con versiones anteriores similar a la existente para los títulos de Xbox 360. En una entrevista posterior, Phil Spencer declaró que algunos de esos juegos también podrían llegar al Game Pass.
El 23 de enero de 2018, Microsoft anunció una expansión de la tarjeta de acceso que haría que los títulos de los primeros clasificados llegaran al catálogo día a día con el lanzamiento al por menor del juego. Sea of Thieves fue el primer título nuevo que apareció en el Game Pass en su fecha de lanzamiento al por menor el 20 de marzo de 2018. Crackdown 3 y State of Decay 2 también se añadirán en el momento del lanzamiento, aunque sus fechas de lanzamiento no se anunciaron en ese momento, y los futuros lanzamientos en las franquicias de Microsoft existentes, tales como Halo y Gears of War, también se añadirán en el momento de su lanzamiento. Además, los títulos seleccionados ID@Xbox también se añaden al servicio en las fechas de lanzamiento, siendo el primero Robocraft Infinity.
El 9 de septiembre de 2020, Microsoft anunció la llegada de Ea Play, Llegaron títulos como la saga de Fifa, la saga de Need For Speed, la saga de Los Sims, y muchos más. Los usuarios de Windows con el servicio de PC Game Pass, debieron esperar hasta el 18 de marzo de 2021 para recibir sin costo el servicio de Ea Play. Xbox Game Pass Ultimate permite tener Xbox Game Pass y Xbox Live Gold unificado en la misma suscripción además de otras ventajas como Xbox Cloud Gaming para poder jugar a Game Pass a través de la nube.

## Estructura
Xbox Game Pass permite el acceso ilimitado a los juegos pertenecientes al catálogo a través de su descarga directa y posterior instalación local, en este aspecto es similar a la suscripción de videojuegos de Xbox One, EA Access o PlayStation Plus y contrario a los servicios PlayStation Now o Nvidia Now, ya que estos últimos ejecutan los juegos en sus servidores propios. De acuerdo con el Jefe de Xbox Phil Spencer, esto se hizo para dar a los jugadores "un juego continuo y completo sin tener que preocuparse por problemas de streaming, ancho de banda o conectividad".
El catálogo de suscripción contiene más de 100 juegos en el momento del lanzamiento, con juegos que se añaden y retiran del catálogo. A diferencia de EA Access, Xbox Game Pass ofrece juegos de una amplia gama de editores, como Namco, Capcom, WB Games, 2K Games, SEGA y juegos de estudios propios de Xbox Game Studios. Además, mientras que Playstation Now tiene una opción de alquiler para sus juegos además de una opción de suscripción de pago, Xbox Game Pass no tiene tal opción.
Las características del catálogo seleccionan juegos para Xbox One así como títulos de Xbox 360 con los que Xbox One es compatible con versiones anteriores. No hay límite en el número de juegos que un jugador puede descargar e instalar en sus consolas, aparte de la cantidad de espacio de almacenamiento disponible para la consola. Mientras un juego permanezca en el catálogo, está disponible para descarga y juego ilimitado por los suscriptores. Los jugadores pueden comprar juegos en el catálogo con un 20% de descuento, y cualquier contenido adicional relacionado para esos juegos con un 10% de descuento. El precio de descuento sólo está disponible mientras el juego está en el catálogo y es sólo para el juego en particular; a modo de comparación, el descuento de suscriptor del 10% de EA Access se aplica a cualquier contenido publicado por EA, no sólo al contenido de su catálogo de suscripción. Los juegos del catálogo se pueden jugar mientras la consola está desconectada, pero durante no más de 30 días antes debe volver a conectarse para verificar una suscripción activa.
Si el juego es eliminado del catálogo por Microsoft, o el jugador termina su suscripción, el acceso se suspende hasta que el jugador compre el juego o renueve su suscripción, pero su progreso en el juego se guardará en el Internet. Si el juego es un título de Xbox 360, será compatible con la versión anterior y se debe usar en Xbox One; no se puede descargar a la consola Xbox 360 de un jugador a menos que el jugador elija comprarlo.
Este servicio se encuentra en pleno proceso de crecimiento, con un aumento sostenido en el número de suscripciones activas, las cuales en diciembre de 2020 Microsoft anunció que poseen 15 millones de suscriptores activos.